# Kronbergsfjärden

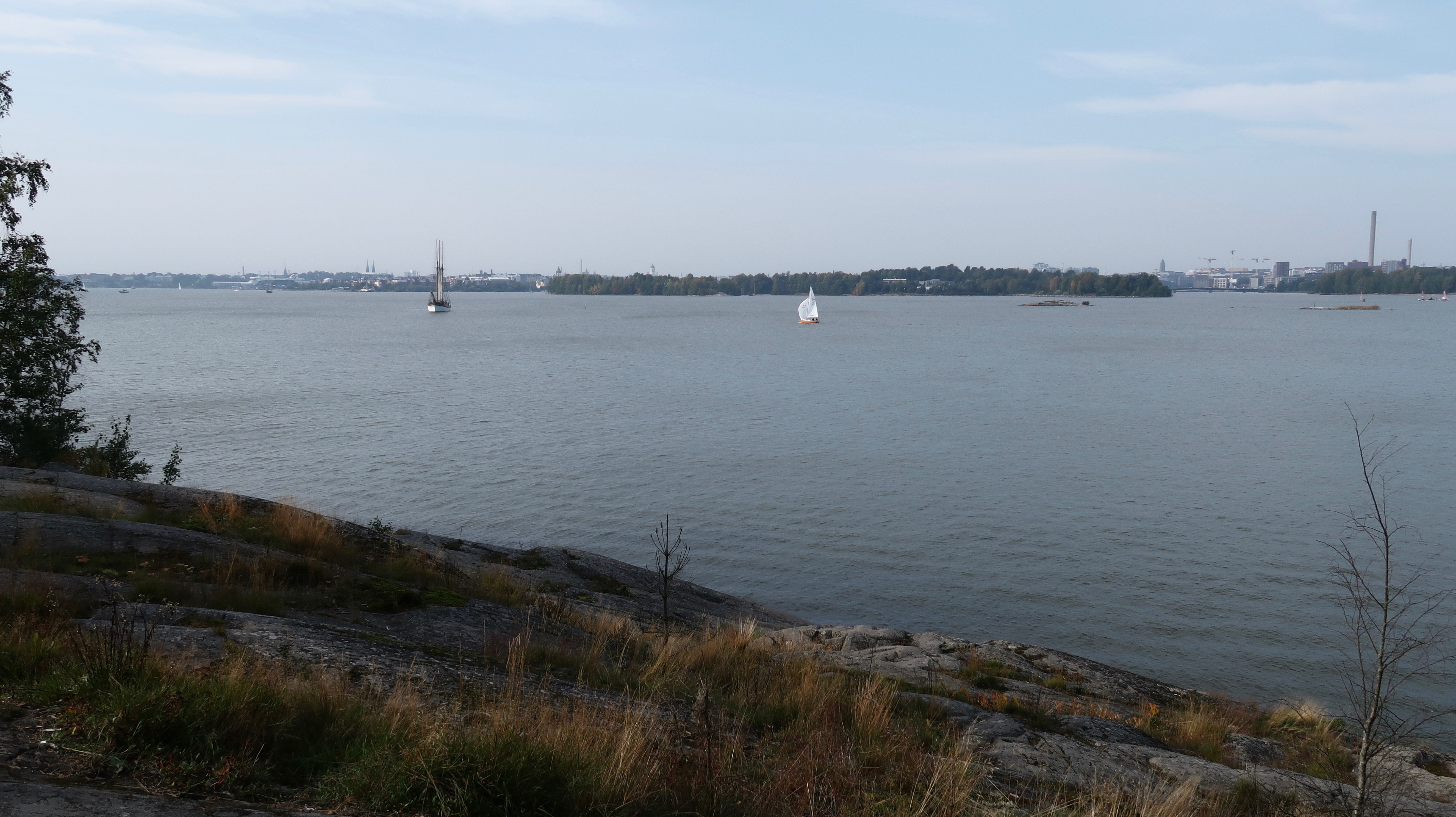
Kronbergsfjärden sedd från Gustavssvärd. Till höger Skanslandet, till vänster Sveaborg.

Kronbergsfjärden (finska: Kruunuvuorenselkä) är en fjärd i Helsingfors stad mellan centrum och Degerö.
År 2021 påbörjades bygget av Kronbergsbron, en svårvägs-, cykelbane- och fotgängarbro över Kronbergsfjärden mellan ön Högholmen och Kronbergsstranden på Degerö. Den ingår i Spårväg Kronbroarna med de tre planerade Kronbroarna mellan Havshagen i centrala Helsingfors och Degerö, om vilka Helsingfors stadsfullmäktige fattade beslut i augusti 2016.

## Bildgalleri

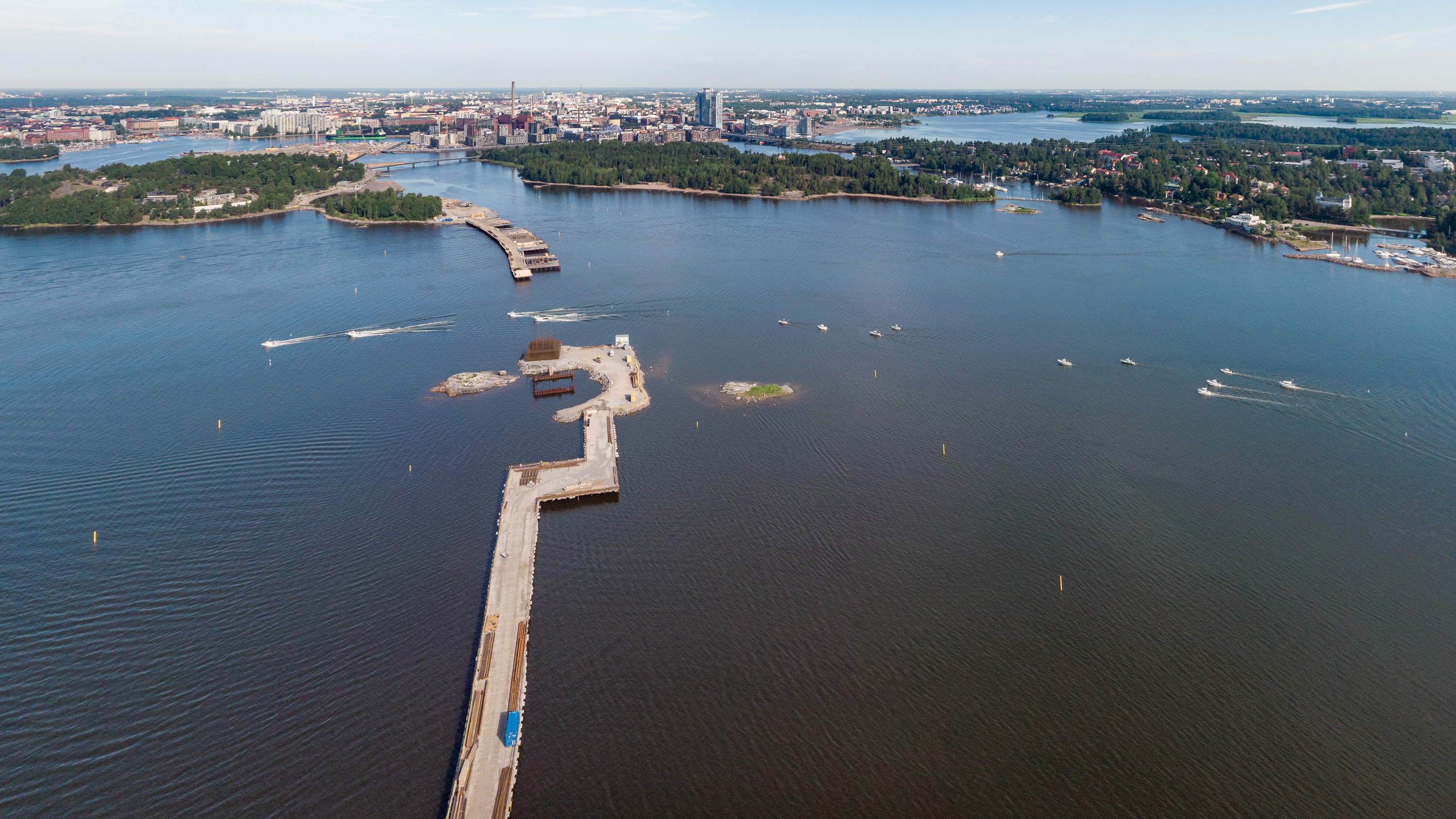
Den tillfälliga arbetsbron för Kronbergsbron sedd österifrån från Kronbergsstranden på Degerö, juli 2022
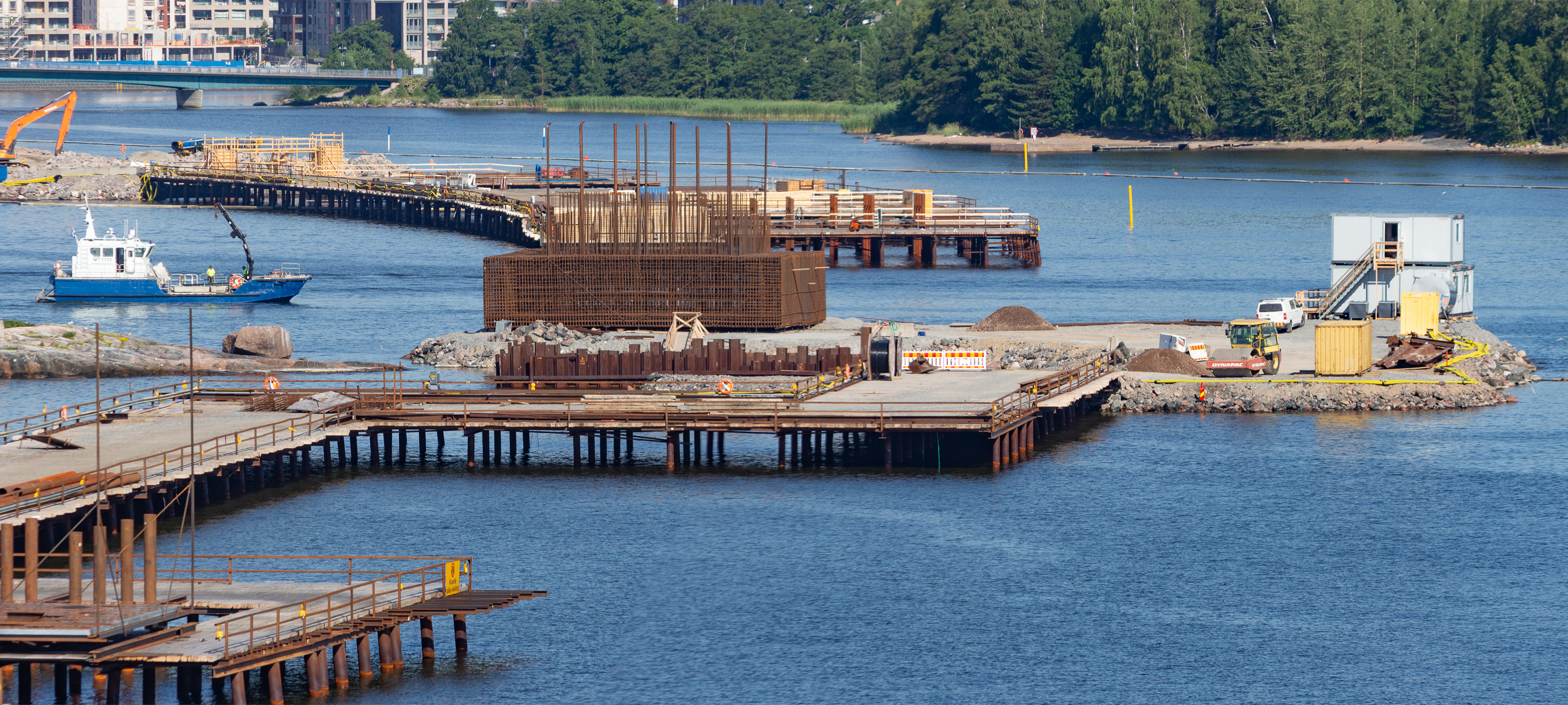
Arbetsbro för anläggandet av Kronbergsbron, juli 2022
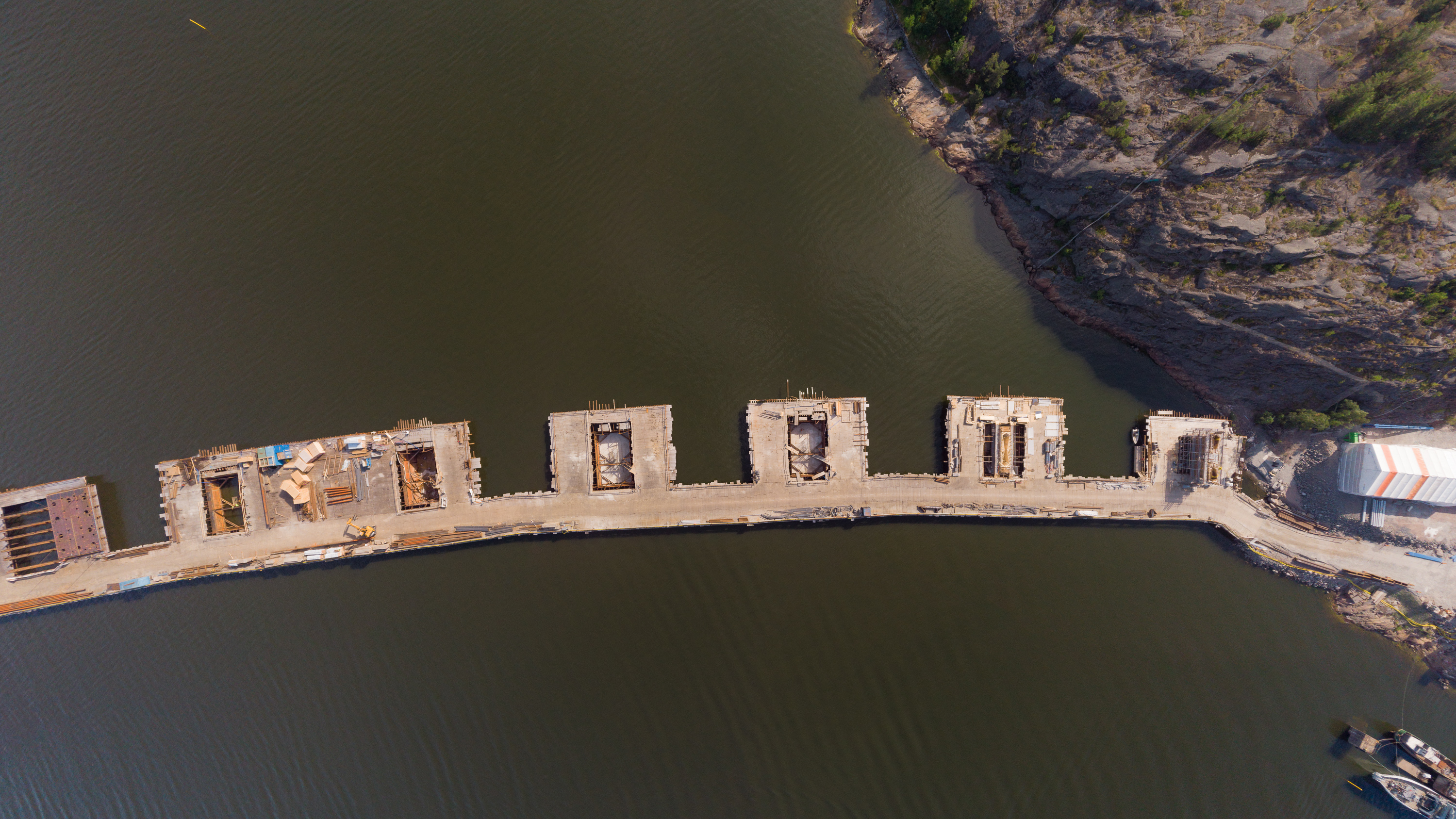
Byggnation, Kronbergsbron, juli 2022